# Achim Kirschning
Achim Kirsching (...) è un bassista e tastierista tedesco.
È stato il primo bassista della band Scorpions. Achim entrò nel gruppo nel 1965 e ne uscì nel 1970 senza aver pubblicato con essa alcun disco. Nella band suonava anche le tastiere, ma dopo che se ne andò la band non ingaggiò più nessun altro artista che usasse quello strumento.